# Chiropodomys muroides
Chiropodomys muroides là một loài động vật có vú trong họ Chuột, bộ Gặm nhấm. Loài này được Medway mô tả năm 1965.